# Mpact
Mpact vzw (tot 2021 Taxistop vzw) biedt mobiliteitsdiensten aan die behoeftes van gebruikers invullen vanuit een duurzaam en sociaal perspectief en vanuit het principe "meer doen met minder".

## Ontstaan
Het is ontstaan als een systeem van kostendelend liften, in Vlaanderen ingevoerd door de vzw Centrum voor Positieve Aanwending (opgericht in 1975). In 1980 werd de vereniging Taxistop asbl opgericht in Brussel en in Wallonië. Tegenwoordig heet het systeem Eurostop (kostendelend liften doorheen Europa).
Het werkingsprincipe van Taxistop is om reizigers (potentiële lifters) en chauffeurs (mensen die lifters willen meenemen) samen te brengen. Daartoe houdt de organisatie lijsten bij van vraag en aanbod:
- aanbod: chauffeurs geven aan op welke datum ze naar een bepaalde bestemming rijden, en hoeveel mensen ze kunnen meenemen;
- vraag: lifters vragen om op een bepaalde datum of in een bepaalde periode naar een bepaalde bestemming te rijden.

Het systeem is kostendelend, dit vooral om het aantrekkelijker te maken voor de "chauffeurs". Lifters die van dit systeem gebruik willen maken verbinden zich ertoe drie euro per persoon en per 100 km te betalen aan de chauffeur.

## Diensten
De vereniging heeft nadien nog andere diensten opgestart, die op analoge wijze vraag en aanbod trachten te verzoenen.
- Mobiliteit op maat
  - Mobitwin of de Minder Mobielen Centrale
  - Aangepaste voertuigen
- Voertuigen delen
  - Cozywheels, particulier autodelen
  - Cambio (in samenwerking met andere partners en de Duitse groep Cambio)
  - Op Wielekes, een bibliotheek voor kinderfietsen
- Carpoolen (brengt mensen samen die kostendelend met de auto naar het werk kunnen rijden)
  - Carpool vakantie
  - Carpool woon-werk
- Mobiliteitsmanagement
  - MobiCalender
  - Carpool in de app van Olympus Mobility (principe MaaS = Mobility as a Service)
- Vakantie
  - Holidaysitting: mensen gaan gedurende de vakantie van een gezin in hun huis wonen
  - Huisruil: gezin op vakantie woont in het huis van een ander gezin en vice versa; hiervoor is de organisatie aangesloten bij Homelink International

## Mobipunt
Taxistop lanceert in september 2017 samen met Autodelen.net het concept Mobipunten: een overstappunt met mobiliteitsdiensten. Om Vlaanderen op weg te helpen richting 1000 kwaliteitsvolle mobipunten, richt Taxistop in 2019 samen met Infopunt Publieke Ruimte en Autodelen.net de Mobipunt vzw op.